# BSPP
BSPP（化学名： 2,6-二叔丁基-4-(3-羟基-2-螺戊基丙基)-苯酚）是一种有机化合物，是GABAB受体的正向别构调节剂，其作用效果和CGP7930与BHFF类似。